# Rattata
Rattata (japanski: コラッタ Koratta) jedan je od 1025 fiktivnih vrsta Pokémona iz medijske franšize Pokémon, skupa Pokémon videoigara, animiranih serija, manga stripova, knjiga, igraćih karata i drugih medija kojima je tvorac Satoshi Tajiri. Svrha je Rattate u videoigrama, animiranoj seriji i manga stripovima, kao i svrha ostalih Pokémona, borba s divljim Pokémonima – neukroćenim stvorenjima koje igrači i likovi pronalaze dok kreću na razne avanture – i pripitomljenim Pokémonima drugih Pokémon trenera.

## Etimologijaimena
Ime Rattata kombinacija je engleskih riječi "rat" = štakor, odnoseći se na stvarnu životinju na čijem se liku temelji lik Rattate, i "attack" = napad.

## Pokédex podaci
- Pokémon Red/Blue: Kada napada, grize sve pred sobom. Malen i hitar, čest je prizor u brojnim područjima.
- Pokémon Yellow: Svojim će sjekutićima zagristi sve što stigne. Ako osoba naiđe na jednog Rattatu, može biti uvjerena da ih je još četrdesetak u blizini.
- Pokémon Gold: Hrani se čime stigne. Naselit će se i postupno razmnožavati gdjegod ima izvora hrane.
- Pokémon Silver: Obitava na područjima gdje mu je lako dostupna hrana, neprestano tražeći hranjive ostatke.
- Pokémon Crystal: Začuđujuća vitalnost ovog Pokémona dopušta mu da živi bilo gdje. Također se veoma brzo razmnožava.
- Pokémon Ruby/Sapphire: Rattata je oprezan do krajnjih granica. Čak i dok spava, neprestano osluškuje svojim ušima pomičući ih uokolo. Nije izbirljiv po pitanju staništa – savit će svoje gnijezdo gdje god stigne.
- Pokémon Emerald: Rattata je oprezan do krajnjih granica. Čak i dok spava, neprestano osluškuje svojim ušima pomičući ih uokolo. Nije izbirljiv po pitanju staništa – savit će svoje gnijezdo gdje god stigne.
- Pokémon FireRed: Njegovi su sjekutići veoma dugi i oštri. Neprestano rastu, pa glođe predmete kako bi ih istrošio.
- Pokémon LeafGreen: Kada napada, grize sve pred sobom. Malen i hitar, čest je prizor u brojnim područjima.
- Pokémon Diamond/Pearl: Oprezan do krajnjh granica, njegova mu izdržljiva vitalnost pomaže da preživi u bilo kakvom staništu.

## U videoigrama
Rattata je prisutan u gotovo svim igrama do sada; jedini izuzeci ovog pravila su Pokémon Ruby, Sapphire i Emerald. U igrama prve generacije, te igrama Pokémon FireRed i LeafGreen, Rattata je uz Pidgeya najčešći kopneni Pokémon.
U svim regijama, postoje evolucijski lanci Normalnih Pokémona od dva stupnja koje igrač susreće na samom početku igre. Rattata je, prema ovom pravilu, karakterističan za Kanto regiju.

## Tehnike
| Prirodne tehnike                    | Prirodne tehnike | Prirodne tehnike |
| ----------------------------------- | ---------------- | ---------------- |
| Tehnika                             | Vrsta tehnike    | Razina           |
| Obaranje (Obaranje)                 | Normalni         |                  |
| Zamah repom (Tail Whip)             | Normalni         |                  |
| Brzi napad (Quick Attack)           | Normalni         | 4                |
| Fokusiranje energije (Focus Energy) | Normalni         | 7                |
| Ugriz (Bite)                        | Mračni           | 10               |
| Potjera (Pursuit)                   | Mračni           | 13               |
| Hiper očnjak (Hyper Fang)           | Normalni         | 16               |
| Pakosni udarac (Sucker Punch)       | Mračni           | 19               |
| Drobljenje (Crunch)                 | Mračni           | 22               |
| Jamstvo (Assurance)                 | Mračni           | 25               |
| Super očnjak (Super Fang)           | Normalni         | 28               |
| Dvostruka oštrica (Double-Edge)     | Normalni         | 31               |
| Nastojanje (Endeavor)               | Normalni         | 34               |

## Statistike
| HP:      | 30 |  |
| Attack:  | 56 |  |
| Defense: | 35 |  |
| Special: | 25 |  |
| SpAtk:   | 25 |  |
| SpDef:   | 35 |  |
| Speed:   | 72 |  |

Statistika Special korištena je samo tijekom prve generacije; kasnije je podijeljenja na Special Attack i Special Defense statistike.

## U animiranoj seriji
Rattata se pojavio u prvoj epizodi Pokémon animirane serije, pokušavajući ukrasti hranu iz Ashovog ruksaka.
A.J., trener koji se pojavio u epizodi "The Path to the Pokémon League", vodi neslužbenu Pokémon dvoranu iu svom timu posjeduje tri Rattate.
Casey, mlada Pokémon trenerica koja se u Pokémon animiranoj seriji nekoliko puta pojavljivala, također ima Rattatu, čije je jedino pojavljivanje bilo u epizodi "The Double Trouble Header". Nije poznato što se dogodilo s ovom Rattatom u Caseyinim sljedećim pojavljivanjima.
Još se jedan Rattata pojavio u epizodi "Team Shocker!" pod vodstvom Pokémon koordinatora.
Ratttata je veoma čest Pokémon u videoigrama, te je kao takav također imao velik broj sporednih pojavljivanja u Pokémon animiranoj seriji.